# Foelke Kampana

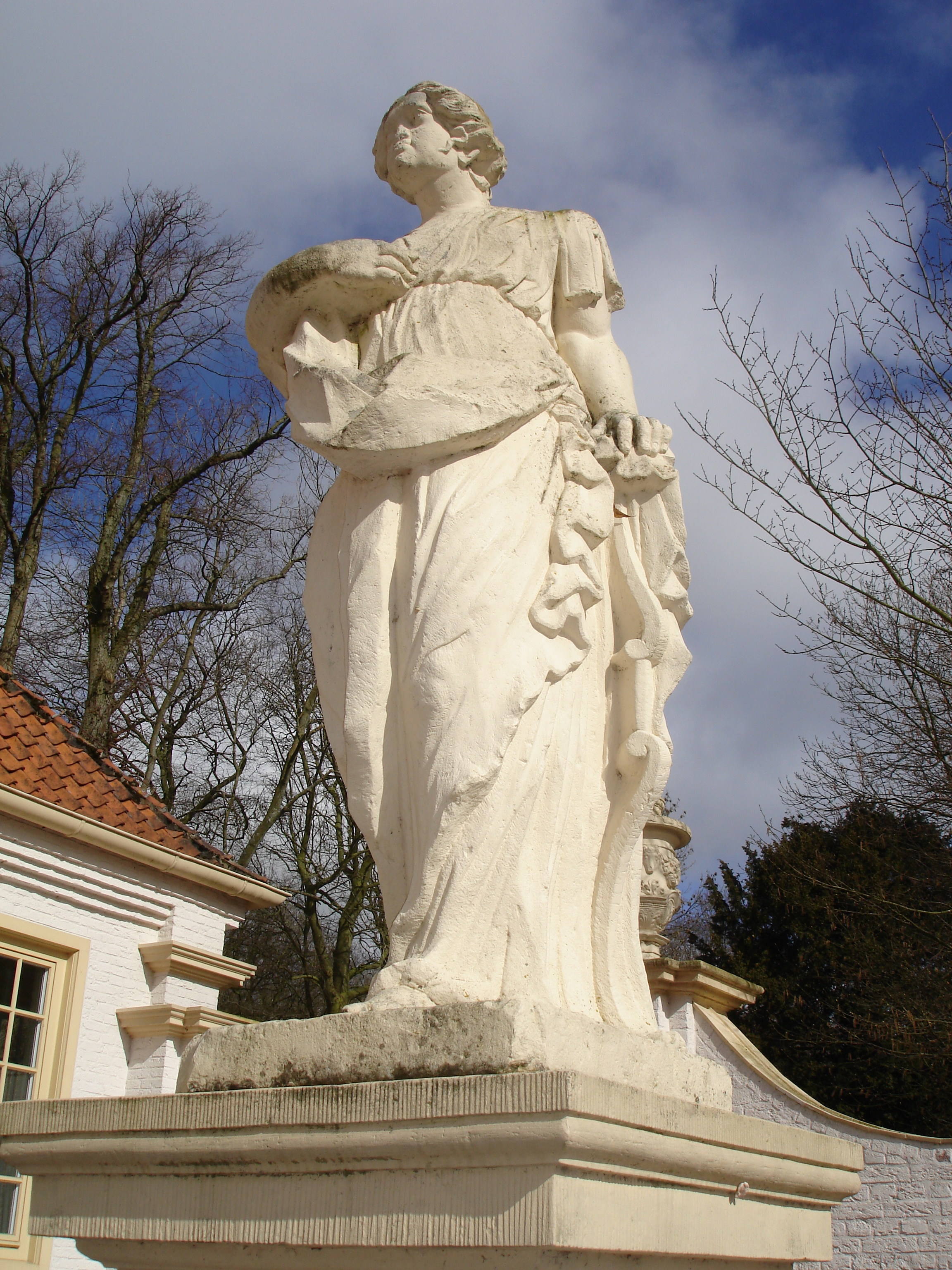
Monument van Foelke Kampana te Dornum

Foelke Kampana (Hinte, ongeveer 1355 – Aurich, tussen 16 augustus 1417 en augustus 1419), ook wel Folkeldis Kampana genoemd, stond bekend als Quade Foelke (Kwade Foelke) en was de vrouw van de Oost-Friese krijgsheer en hoofdeling Ocko I tom Brok. Door haar wreedheid is ze in Oost-Friesland nog altijd bekend.

## Huwelijk en kinderen
In 1377 huwde Foelke Kampana met Ocko I tom Brok, hoofdeling van het Broekmerland en Aurikerland. Zij kregen de volgende kinderen:
- Keno II tom Brok, getrouwd met Adda Idzinga van Norden
- Tetta tom Brok, getrouwd met Sibrand van Loquard
- Ocka tom Brok, getrouwd met Lütet Attena van Donum en Nesse

Voor dit huwelijk had Ocko I tom Brok reeds een zoon bij een onbekende vrouw, Widzel tom Brok. Het was in die tijd gewoon dat Ocko zijn buitenechtelijke zoon aan zijn eigen hof opvoedde.

## Quade Foelke
Foelke Kampana verkreeg de naam Quade Foelke (Kwade Foelke) in 1397 door het (bekendste literair verwerkte) familiedrama van Oost-Friesland: De zoon van de veroveraar van Norderburg.
Lütet vermoordde -zogenaamd op aanraden van zijn schoonmoeder- zijn vrouw Ocka tom Brok wegens ontrouw en rebelsheid. Daarna liet schoonmoeder Foelke Kampana zich van haar sterke kant zien en nam voor korte tijd de burcht over. Zowel Lütet als zijn vader werden op bevel van Foelke onthoofd.